# Nicola Conforto
Pour les articles homonymes, voir Conforto (homonymes).
Nicola Conforto (Naples, 25 septembre 1718 – Madrid, 17 mars 1793) est un compositeur italien. Il passe la fin de sa carrière à partir de 1755 en Espagne. Avec le castrat Farinelli, il y joue un rôle important dans la diffusion de l'opéra italien.

## Biographie
Nicola Conforto (parfois Nicolò) étudie la musique dans sa ville natale, au Conservatoire de Santa Maria di Loreto, sous la direction de Giovanni Fischietti et Francesco Mancini. Après sa formation, il fait ses débuts à Naples, lors du carnaval de 1746, dans l'opéra avec La finta vedova (La fausse veuve). Les années suivantes, il mit en scène ses autres œuvres tant à Naples que Rome ; il atteint le succès en 1750 avec une commande du Teatro San Carlo où est donné son premier opera seria, Antigone, également monté à Londres en 1757.
En 1749, il épouse la chanteuse Zefferina Anselmi,, avec qui il a eu trois enfants.
En 1751, il compose la cantate Gli orti esperidi (Les jardins des Hespérides) en l'honneur de l'Impératrice Marie-Thérèse d'Autriche. Pour célébrer la fête du nom du roi d'Espagne, Ferdinand VI, le 30 mai 1752, il présente le drame Siroe, et le 23 septembre 1754, pour les fêtes d'anniversaire du roi de Naples Charles III, il donne L'eroe cinese (Le héros Chinois). Ces deux dernières œuvres ont gagné tant d'éloges à Madrid, qu'en 1756, il est nommé compositore d'opera di corte (compositeur de la cour). Plus tard, il reçoit le titre de maître de chapelle. Malgré cela, son importance en tant que compositeur commence à décliner. Dans ses dernières années, il se consacre moins à la création de compositions n'écrivant seulement que de temps en temps de la musique pour quelques occasions.
Il contribue à répandre le goût pour le théâtre italien.

## Œuvres

### Opéras
- La finta vedova (comédie, livret de Pietro Trinchera, 1746, Naples)
- La finta tartara (farce, livret de  A. Valle, 1747, Rome)
- L'amore costante (tragicomédie, livret de Carlo de Palma, 1747, Naples)
- Antigono (drame, livret de Pietro Metastasio, 1750, Naples)
- Le cinesi (drame, livret de Pietro Metastasio, 1750, Milan ; représenté également pendant La festa cinese de Madrid en 1751)
- Gli ingenni per amore (comédie, 1752, Nápoles)
- Siroe (drame, livret de Pietro Metastasio, 1752, Madrid)
- La cantarina (intermezzo, livret de Domenico Macchia, 1753, Madrid)
- La commediante (commedia, libreto de Antonio Palomba, 1754, Naples)
- Ezio (drame, livret de Pietro Metastasio, 1754, Reggio d'Émilie)
- L'eroe cinese (drame, livret de Pietro Metastasio, 1754, Madrid)
- Adriano in Siria (drame, livret de Pietro Metastasio, 1754, Naples)
- La finta contessina (opéra bouffe, 1754, Naples)
- Las modas (Serenata, 1754, Aranjuez)
- Livia Claudia vestale (drame, livret de Anastasio Guidi, 1755, Rome)
- La ninfa smarrita (drame, livret de Giuseppe Bonecchi, 1756, Aranjuez)
- Nitteti (drame, livret de Pietro Metastasio, 1756, Madrid)
- La forza del genio o sia Il pastor guerrero (comédie, livret de Giuseppe Bonecchi, 1758, Aranjuez)
- L'Endimione (serenata, livret de Pietro Metastasio, 1763, Madrid)
- Alcide al bivio (drame, livret de Pietro Metastasio, 1765, Madrid)
- La pace fra le tre dee
- Il sogno di Scipione (serenata)

### Motets
- 9 Lamentazioni per la Settimana Santa, per soprano e orchestra (1766)
- Miserere per 3 cori, viola, flauto, oboe e fagotto (1768)
- Mottetto per soprano e stromenti

### Musique vocale
- Gli orti esperidi (cantata para 4 voces, texto de Pietro Metastasio, 1751, Naples)
- Il nido degli amori (cantata para soprano e instrumentos)
- La Pesca (duo, texte de Giuseppe Bonecchi, 1756, Madrid)
- La danza : Nice e Tirsi (sur un texte de Pietro Metastasio, 1756)
- Cara mi lasci oh Dio (duo)
- 66 duos et cantates

### Musique instrumentale
- Sinfonia in re maggiore per archi e basso continuo
- Sinfonia in sol maggiore per archi
- Toccata per clavicembalo